# Husz utca (Prága)
Prága óvárosában a nagyjából észak-dél irányú és enyhén kanyarodó, a Moldvával közel párhuzamos Husz utca (Husova) köti össze a Betlehem teret (Betlémské náměstí) a Mária térrel.

## Nevének eredete
Nevét a híres cseh vallásreformátor és prédikátor Husz Jánosról (csehül Jan Hus) kapta.
Ez az Óváros egyik legrégibb utcája. A kora középkorban a Vyšehradtól a prágai várig vezető királyi út első változatának része volt (amíg az út kezdőpontját át nem helyezték a Lőportoronyhoz).
Legelső fennmaradt neve a Vyšehrad utca (Vyšehradská ulice) volt. A 14–17. században az itt álló Szent Egyed-templomról (Kostel svatého Jiljí) Szent Egyed-utcának nevezték. A templom mellett a 17. században épült fel a dominikánus kolostor, ami után 1870-ig Domonkos utcának hívták.
Északi, a Mária tértől a Károly utcáig tartó szakaszát a 19. században a Mária utcának (Mariánská ulice) nevezték az itt állt Mária-templomról.
A náci megszállás alatt, 1940–1945 között a domonkosokra utaló „Dominikanergasse” nevet viselte, ez után keresztelték át Husz utcára.

## Jelesebb épületei
- A zöld szőlőhöz (U Zeleného hroznu) — Husz utca 1., Betlehem tér 6.[1]
- Dominikánus kolostor (Klášter dominikánů Praha),  — Husz utca 2.
- Sladký-ház (Dům U Sladkých) — Husz utca 2–4., Egyed-utca (Jilská) 1.[2] jelenleg a Cseh Tudományos Akadémia Művészettörténeti Intézete (valamint az Elméleti tanulmányok Központja és az Akadémia könyvesboltja)
- Betlehem-kápolna (Betlémská kaple) — Husz utca 3., Betlehem-tér 4–5.[3]
- Szent Egyed-templom (Kostel svatého Jiljí) — Husz utca 8., jelenleg II. János Pál templom.
- Szent Vencel szeminárium (Svatováclavský seminář) – Husz utca 5., Arany utca (Zlatá ulice) 10.[4] jelenleg Il Palazzo olasz étterem
- Hochberg-Hennersdorf palota (Palác Hochbergů z Hennersdorfu) — Husz utca 7. Arany utca (Zlatá ulice) 12.[5] jelenleg Csokoládémúzeum (valamint ajándékbolt és kávézó)
- Husz fagylaltozó (Zmrzlinárna Husova) – Husz utca 12.
- Jezsuita udvar (Jesuitský dvůr) — Husz utca 9, Arany utca (Zlatá ulice) 5.[6]
- Beránek-palota(?) (Palác U Beránka) — Husz utca 11., Řetězová utca (Řetězová) 12.[7]
- A három vadkacsához (U Tří divokých kachen) — Husz utca 13., Řetězová utca (Řetězová) 11.[8]
- A kék szőlőhöz (U Modrého hroznu) étterem — Husz utca 227/15.[9]
- Aranytigris söröző (U Zlatého Tygra) söröző — Husz utca 17.
- Az aranytigris melletti házban rendezték be a Sörmúzeumot — Husz utca 21., (nem tévesztendő össze a Smetana rakparton (Smetanovo nábřeží) Prágai Sörmúzeumnak nevezett sörözővel)
- Az arany almához (U Zlatého Jablka) étterem — Husz utca 230/14.
- Clam-Gallas-palota (Clam-Gallasův palác) — Husz utca 20., Mária tér (Mariánské náměstí) 3.
- Trauttmansdorff-kastély (Trauttmansdorffský palác) — Husz utca 25., Mária tér (Mariánské náměstí) 4, Szeminárium utca (Seminářská) 8.2* Az arany tigrishez (U zlatého tygra) söröző — Husz utca 17.

## Egyéb látnivalók
Az utca Betlehem tér felé eső vége fölé belógatva látható Sigmund Freud levegőben függő szobra — az életnagyságú alkotás David Černý' munkája.

## Fordítás
Ez a szócikk részben vagy egészben  a   Husova (Praha) című cseh Wikipédia-szócikk ezen változatának fordításán alapul.  Az eredeti cikk szerkesztőit annak laptörténete sorolja fel. Ez a jelzés csupán a megfogalmazás eredetét és a szerzői jogokat jelzi, nem szolgál a cikkben szereplő információk forrásmegjelöléseként.